# 東北德比郡 (英國國會選區)

選區在德比郡的位置

東北德比郡（英語：North East Derbyshire），英國國會一郡選區，位於德比郡東北部，包括德比郡東北大部和切斯特菲爾德的東北部兩個地方選區。
本區始設於1885年，從1945年至2017年期間是工黨的根據地。在2010年大選中娜塔莎·恩格爾以38.2%選票連任成功。